# د ستو (جورجیا)
د ستو، جورجیا (به انگلیسی: De Soto, Georgia) یک شهر در ایالات متحده آمریکا با جمعیت ۲۱۴ نفر است که در جورجیا واقع شده‌است.

## موقعیت جغرافیایی
موقعیت جغرافیایی شهرها و مناطق اطراف به شرح زیر است: